# Danh sách cầu thủ tham dự Cúp bóng đá châu Đại Dương 2012
Danh sách này dựa trên website của OFC.

## Bảng A

### Vanuatu
Huấn luyện viên: Percy Avock
| Số | Vt | Cầu thủ               | Ngày sinh (tuổi)            | Số trận | Câu lạc bộ         |
| -- | -- | --------------------- | --------------------------- | ------- | ------------------ |
| 1  | TM | Ernest Bong           | 29 tháng 2, 1984 (28 tuổi)  |         | Amicale            |
| 2  | HV | Kevin Shem            | 5 tháng 12, 1993 (18 tuổi)  |         | Tafea              |
| 3  | HV | Paul Young            | 3 tháng 10, 1988            |         | Amicale            |
| 4  | HV | Selwyn Sese Aala      | 14 tháng 8, 1986 (25 tuổi)  |         | Amicale            |
| 5  | HV | Robert Tom            | 6 tháng 4, 1978 (34 tuổi)   |         | Tafea              |
| 6  | HV | Freddy Vava           | 25 tháng 11, 1982 (29 tuổi) |         | Tafea              |
| 7  | TV | Jean Robert Yelou (c) | 25 tháng 9, 1983 (28 tuổi)  |         | Amicale            |
| 8  | TV | Silas Namatak         | 8 tháng 12, 1990 (21 tuổi)  |         | Tafea              |
| 9  | TV | Derek Malas           | 10 tháng 12, 1983 (28 tuổi) |         | Amicale            |
| 10 | TĐ | Jean Kaltack          | 19 tháng 8, 1994 (17 tuổi)  |         | Erakor Golden Star |
| 11 | TĐ | Robert Tasso          | 18 tháng 12, 1989 (22 tuổi) |         | Spirit 08          |
| 12 | TĐ | Joseph Namariau       | 12 tháng 1, 1988 (24 tuổi)  |         | Tafea              |
| 13 | TV | François Sakama       | 12 tháng 12, 1987 (24 tuổi) |         | Tafea              |
| 14 | TĐ | Kensi Tangis          | 19 tháng 12, 1991 (20 tuổi) |         | Amicale            |
| 15 | HV | Alphonse Bongnaim     | 22 tháng 8, 1985 (26 tuổi)  |         | Amicale            |
| 16 | TM | Seiloni Iaruel        | 17 tháng 4, 1995 (17 tuổi)  |         | Tafea              |
| 17 | TĐ | Jean Nako Naprapol    | 20 tháng 7, 1980 (31 tuổi)  |         | Amicale            |
| 18 | TV | Michel Kaltack        | 12 tháng 11, 1990 (21 tuổi) |         | Hekari United      |
| 19 | TV | Roddy Lenga           | 22 tháng 4, 1990 (22 tuổi)  |         | Amicale            |
| 20 | HV | Lucien Hinge          | 21 tháng 3, 1992 (20 tuổi)  |         | Tafea              |
| 21 | TV | Dominique Fred        | 21 tháng 10, 1992 (19 tuổi) |         | Shepherds United   |
| 22 | HV | Brian Kaltack         | 30 tháng 9, 1993 (18 tuổi)  |         | Hekari United      |
| 23 | TM | Simon Tousi           | 9 tháng 3, 1992 (20 tuổi)   |         | Siwi               |

### New Caledonia
Huấn luyện viên:  Alain Moizan
| Số | Vt | Cầu thủ                 | Ngày sinh (tuổi)            | Số trận | Câu lạc bộ      |
| -- | -- | ----------------------- | --------------------------- | ------- | --------------- |
| 1  | TM | Rocky Nyikeine          | 26 tháng 5, 1992 (20 tuổi)  |         | Gaïtcha         |
| 2  | HV | Judikael Ixoée          | 17 tháng 3, 1990 (22 tuổi)  |         | Hyères          |
| 3  | HV | Emile Béaruné           | 7 tháng 2, 1990 (22 tuổi)   |         | Gaïtcha         |
| 4  | HV | Georges Béaruné         | 27 tháng 7, 1989 (22 tuổi)  |         | Gaïtcha         |
| 5  | TĐ | Kalaje Gnipate          | 24 tháng 7, 1985 (26 tuổi)  |         | Mont-Dore       |
| 6  | TV | Olivier Dokunengo (c)   | 4 tháng 9, 1979 (32 tuổi)   |         | Mont-Dore       |
| 7  | TV | Dominique Wacalie       | 14 tháng 8, 1982 (29 tuổi)  |         | Bourges         |
| 8  | TV | Miguel Kayara           | 11 tháng 8, 1986 (25 tuổi)  |         | Hienghène Sport |
| 9  | TĐ | Jacques Haeko           | 23 tháng 4, 1984 (28 tuổi)  |         | Lössi           |
| 10 | TV | Marius Bako             | 22 tháng 2, 1985 (27 tuổi)  |         | Gaïtcha         |
| 11 | TĐ | Bertrand Kaï            | 6 tháng 6, 1983 (28 tuổi)   |         | Hienghène Sport |
| 12 | TV | Roy Kayara              | 2 tháng 5, 1990 (22 tuổi)   |         | Magenta         |
| 13 | TV | Noël Kaudré             | 30 tháng 4, 1981 (31 tuổi)  |         | Magenta         |
| 14 | HV | Dick Kauma              | 1 tháng 3, 1988 (24 tuổi)   |         | Lössi           |
| 15 | HV | Jean-Patrick Wakanumuné | 13 tháng 3, 1980 (32 tuổi)  |         | Magenta         |
| 16 | TĐ | Iamel Kabeu             | 7 tháng 9, 1982 (29 tuổi)   |         | Manu-Ura        |
| 17 | TV | Joël Wakanumuné         | 30 tháng 9, 1986 (25 tuổi)  |         | Chambéry        |
| 18 | TV | Jonathan Kakou          | 18 tháng 12, 1989 (22 tuổi) |         | Magenta         |
| 19 | TĐ | Georges Gope-Fenepej    | 23 tháng 10, 1988 (23 tuổi) |         | Magenta         |
| 20 | TM | Marc Ounemoa            | 27 tháng 1, 1973 (39 tuổi)  |         | Baco            |

### Samoa
Huấn luyện viên: Malo Vaga
| Số | Vt | Cầu thủ             | Ngày sinh (tuổi)            | Số trận | Câu lạc bộ    |
| -- | -- | ------------------- | --------------------------- | ------- | ------------- |
| 1  | TM | Aukusitino Aitupe   | 23 tháng 1, 1985 (27 tuổi)  |         |               |
| 2  | HV | Andrew Setefano (c) | 10 tháng 8, 1987 (24 tuổi)  |         |               |
| 3  | HV | Peni Kitiona        | 24 tháng 6, 1994 (17 tuổi)  |         |               |
| 4  | HV | Vaalii Faalogo      | 9 tháng 11, 1983 (28 tuổi)  |         | Kiwi          |
| 5  | HV | Tamoto Fenika       | 5 tháng 9, 1988 (23 tuổi)   |         | Kiwi          |
| 6  | TV | Silao Malo          | 30 tháng 12, 1990 (21 tuổi) |         | Kiwi          |
| 7  | HV | Jarrell Sale        | 16 tháng 9, 1984 (27 tuổi)  |         | Kiwi          |
| 8  | TV | Joseph Hoeflich     | 12 tháng 4, 1984 (28 tuổi)  |         | Kiwi          |
| 9  | TĐ | Max Hoeflich        | 22 tháng 12, 1986 (25 tuổi) |         | Kiwi          |
| 10 | TĐ | Luki Gosche         | 13 tháng 1, 1986 (26 tuổi)  |         | Kiwi          |
| 11 | TĐ | Suivai Ataga        | 21 tháng 4, 1987 (25 tuổi)  |         |               |
| 12 | TĐ | Mike Saofaiga       | 12 tháng 1, 1991 (21 tuổi)  |         | Kiwi          |
| 13 | HV | Sapati Umutaua      | 25 tháng 11, 1987 (24 tuổi) |         |               |
| 14 | TV | Sopo FaKaua         | 23 tháng 2, 1988 (24 tuổi)  |         |               |
| 15 | TV | Patrick Asiata      | 13 tháng 8, 1985 (26 tuổi)  |         | Kiwi          |
| 16 | TĐ | Amilale Esaroma     | 24 tháng 7, 1985 (26 tuổi)  |         |               |
| 17 | TĐ | Spencer Keli        | 26 tháng 10, 1985 (26 tuổi) |         |               |
| 19 | HV | Masei Amosa         | 24 tháng 5, 1988 (24 tuổi)  |         |               |
| 21 | TM | Ethan Hanns         | 11 tháng 11, 1988 (23 tuổi) |         |               |
| 22 | TM | Motu Hafoka         | 13 tháng 3, 1987 (25 tuổi)  |         | Moaula United |

### Tahiti
Huấn luyện viên: Eddy Etaeta
| Số | Vt | Cầu thủ             | Ngày sinh (tuổi)            | Số trận | Câu lạc bộ    |
| -- | -- | ------------------- | --------------------------- | ------- | ------------- |
| 1  | TM | Mickaël Roche       | 24 tháng 12, 1982 (29 tuổi) |         | Dragon        |
| 2  | TĐ | Alvin Tehau         | 10 tháng 4, 1989 (23 tuổi)  |         | Tefana        |
| 3  | HV | Tamatoa Wagemann    | 18 tháng 3, 1980 (32 tuổi)  |         | Changé        |
| 4  | HV | Teheivarii Ludivion | 1 tháng 7, 1989 (22 tuổi)   |         | Vénus         |
| 6  | TV | Lorenzo Tehau       | 10 tháng 4, 1989 (23 tuổi)  |         | Tefana        |
| 7  | TV | Henri Caroine       | 7 tháng 9, 1981 (30 tuổi)   |         | Dragon        |
| 8  | HV | Angelo Tchen        | 8 tháng 3, 1982 (30 tuổi)   |         | Tefana        |
| 9  | TĐ | Teaonui Tehau       | 1 tháng 9, 1992 (19 tuổi)   |         | Vénus         |
| 10 | HV | Nicolas Vallar (c)  | 22 tháng 10, 1983 (28 tuổi) |         | Dragon        |
| 11 | TĐ | Manaraii Porlier    | 1 tháng 12, 1989 (22 tuổi)  |         | Excelsior     |
| 12 | TV | Hiroana Poroiae     | 14 tháng 6, 1986 (25 tuổi)  |         | Manu-Ura      |
| 13 | TĐ | Steevy Chong Hue    | 26 tháng 1, 1990 (22 tuổi)  |         | Bleid-Gaume   |
| 14 | TĐ | Roihau Degage       | 12 tháng 12, 1988 (23 tuổi) |         | Tefana        |
| 15 | TV | Heimano Bourebare   | 15 tháng 5, 1989 (23 tuổi)  |         | Tefana        |
| 16 | TV | Pierre Kohumoetini  | 18 tháng 2, 1987 (25 tuổi)  |         | Saint-Étienne |
| 17 | TV | Jonathan Tehau      | 9 tháng 1, 1988 (24 tuổi)   |         | Tamarii       |
| 18 | HV | Edson Lemaire       | 31 tháng 10, 1990 (21 tuổi) |         | Vairao        |
| 19 | HV | Vincent Simon       | 28 tháng 9, 1983 (28 tuổi)  |         | Dragon        |
| 21 | TM | Xavier Samin        | 1 tháng 1, 1978 (34 tuổi)   |         | Tefana        |

## Bảng B

### Fiji
Huấn luyện viên:  Juan Carlos Buzzetti
| Số | Vt | Cầu thủ               | Ngày sinh (tuổi)            | Số trận | Câu lạc bộ       |
| -- | -- | --------------------- | --------------------------- | ------- | ---------------- |
| 1  | TM | Simione Tamanisau (c) | 5 tháng 6, 1982 (29 tuổi)   |         | Lautoka          |
| 2  | HV | Avinesh Waran Suwamy  | 22 tháng 2, 1986 (26 tuổi)  |         | Ba               |
| 3  | HV | Paulo Posiano         | 7 tháng 4, 1988 (24 tuổi)   |         | Rewa             |
| 4  | HV | Samuela Vula          | 22 tháng 8, 1984 (27 tuổi)  |         | Suva             |
| 5  | HV | Taniela Waqa          | 22 tháng 6, 1983 (28 tuổi)  |         | Hekari United    |
| 6  | HV | Alvin Singh           | 9 tháng 6, 1988 (23 tuổi)   |         | Ba               |
| 7  | TV | Pita Baleitoga        | 30 tháng 11, 1984 (27 tuổi) |         | Hekari United    |
| 8  | TV | Malakai Tiwa          | 30 tháng 10, 1986 (25 tuổi) |         | Ba               |
| 9  | TĐ | Osea Vakatalesau      | 15 tháng 1, 1986 (26 tuổi)  |         | Ba               |
| 10 | TV | Alvin Avinesh         | 6 tháng 4, 1982 (30 tuổi)   |         | Lautoka          |
| 11 | TĐ | Roy Krishna           | 20 tháng 8, 1987 (24 tuổi)  |         | Waitakere United |
| 12 | HV | Remueru Tekiate       | 7 tháng 8, 1990 (21 tuổi)   |         | Ba               |
| 14 | HV | Ilaitia Tuilau        | 8 tháng 5, 1987 (25 tuổi)   |         | Hekari United    |
| 15 | TĐ | Maciu Dunadamu        | 14 tháng 6, 1986 (25 tuổi)  |         | Hekari United    |
| 16 | HV | Samuela Kautoga       | 3 tháng 2, 1987 (25 tuổi)   |         | Amicale          |
| 17 | TV | Apisai Smith          | 25 tháng 8, 1983 (28 tuổi)  |         | Rewa             |
| 18 | HV | Archie Watkins        | 15 tháng 9, 1989 (22 tuổi)  |         | Nadroga          |
| 19 | TV | Peni Finau            | 5 tháng 8, 1981 (30 tuổi)   |         | Lautoka          |
| 21 | TV | Ilisoni Tuinawaivuvu  | 8 tháng 1, 1991 (21 tuổi)   |         | Rewa             |
| 22 | TV | Misaele Draunibaka    | 6 tháng 4, 1992 (20 tuổi)   |         | Rewa             |
| 23 | TM | Beniamino Mateinaqara | 18 tháng 8, 1987 (24 tuổi)  |         | Nadi             |

### New Zealand
Huấn luyện viên: Ricki Herbert
| Số | Vt | Cầu thủ            | Ngày sinh (tuổi)            | Số trận | Câu lạc bộ             |
| -- | -- | ------------------ | --------------------------- | ------- | ---------------------- |
| 1  | TM | Mark Paston        | 13 tháng 12, 1976 (35 tuổi) | 31      | Wellington Phoenix     |
| 2  | HV | Tim Myers          | 17 tháng 9, 1990 (21 tuổi)  | 0       | Waitakere United       |
| 3  | HV | Tony Lochhead      | 12 tháng 1, 1982 (30 tuổi)  | 35      | Wellington Phoenix     |
| 4  | HV | Ben Sigmund        | 2 tháng 3, 1981 (31 tuổi)   | 21      | Wellington Phoenix     |
| 5  | HV | Tommy Smith (c)    | 31 tháng 3, 1990 (22 tuổi)  | 11      | Ipswich Town           |
| 6  | HV | Ian Hogg           | 15 tháng 12, 1989 (22 tuổi) | 2       | Auckland City          |
| 7  | TV | Leo Bertos         | 20 tháng 12, 1981 (30 tuổi) | 42      | Wellington Phoenix     |
| 8  | TV | Michael McGlinchey | 7 tháng 1, 1987 (25 tuổi)   | 13      | Central Coast Mariners |
| 9  | TĐ | Shane Smeltz       | 29 tháng 9, 1981 (30 tuổi)  | 39      | Perth Glory            |
| 10 | TĐ | Chris Killen       | 8 tháng 10, 1981 (30 tuổi)  | 40      | Chongqing              |
| 11 | TV | Marco Rojas        | 11 tháng 5, 1991 (21 tuổi)  | 5       | Melbourne Victory      |
| 12 | TM | Glen Moss          | 19 tháng 1, 1983 (29 tuổi)  | 19      | Wellington Phoenix     |
| 13 | TM | Jake Gleeson       | 26 tháng 6, 1990 (21 tuổi)  | 1       | Portland Timbers       |
| 14 | TĐ | Rory Fallon        | 20 tháng 3, 1982 (30 tuổi)  | 11      | Aberdeen               |
| 15 | HV | Ivan Vicelich      | 3 tháng 9, 1976 (35 tuổi)   | 76      | Auckland City          |
| 16 | TĐ | Jeremy Brockie     | 7 tháng 10, 1987 (24 tuổi)  | 27      | Wellington Phoenix     |
| 17 | TĐ | Kosta Barbarouses  | 15 tháng 1, 1990 (22 tuổi)  | 7       | Alania Vladikavkaz     |
| 18 | TV | Aaron Clapham      | 15 tháng 1, 1987 (25 tuổi)  | 6       | Canterbury United      |
| 19 | HV | Michael Boxall     | 18 tháng 8, 1988 (23 tuổi)  | 5       | Vancouver Whitecaps    |
| 20 | TĐ | Chris Wood         | 7 tháng 12, 1991 (20 tuổi)  | 20      | West Bromwich Albion   |
| 21 | TV | Cameron Howieson   | 22 tháng 12, 1994 (17 tuổi) | 2       | Burnley                |
| 22 | TV | Tim Payne          | 10 tháng 1, 1994 (18 tuổi)  | 1       | Blackburn Rovers       |
| 23 | HV | Adam McGeorge      | 30 tháng 3, 1989 (23 tuổi)  | 1       | Auckland City          |

### Solomon Islands
Huấn luyện viên: Jacob Moli
| Số | Vt | Cầu thủ            | Ngày sinh (tuổi)            | Số trận | Câu lạc bộ       |
| -- | -- | ------------------ | --------------------------- | ------- | ---------------- |
| 1  | TM | Shadrack Ramoni    | 5 tháng 5, 1988 (24 tuổi)   |         | Koloale          |
| 2  | HV | Hadisi Aengari     | 23 tháng 10, 1988 (23 tuổi) |         | Solomon Warriors |
| 3  | TV | Mostyn Beui        | 21 tháng 1, 1980 (32 tuổi)  |         | Koloale          |
| 4  | TV | Jeffery Bule       | 15 tháng 11, 1991 (20 tuổi) |         | Solomon Warriors |
| 5  | TV | Henry Fa'arodo (c) | 5 tháng 10, 1982 (29 tuổi)  |         | Team Wellington  |
| 6  | HV | Tome Faisi         | 21 tháng 1, 1982 (30 tuổi)  |         | Solomon Warriors |
| 7  | TĐ | Abraham Iniga      | 21 tháng 11, 1979 (32 tuổi) |         | Marist Fire      |
| 9  | HV | Freddie Kini       | 27 tháng 11, 1992 (19 tuổi) |         | Koloale          |
| 10 | TĐ | Joe Luwi           | 18 tháng 7, 1983 (28 tuổi)  |         | Western United   |
| 11 | TĐ | Nicholas Muri      | 29 tháng 12, 1983 (28 tuổi) |         | Real Kakamora    |
| 12 | TV | James Naka         | 9 tháng 10, 1984 (27 tuổi)  |         | Koloale          |
| 13 | TV | Leslie Nate        | 25 tháng 6, 1986 (25 tuổi)  |         | Kossa            |
| 14 | TV | Joses Nawo         | 1 tháng 1, 1977 (35 tuổi)   |         | Koloale          |
| 15 | HV | Seni Ngava         | 14 tháng 9, 1988 (23 tuổi)  |         | Kossa            |
| 16 | HV | Loni Qaraba        | 8 tháng 11, 1984 (27 tuổi)  |         | Western United   |
| 17 | HV | Nelson Sale Kilifa | 7 tháng 10, 1986 (25 tuổi)  |         | Amicale          |
| 18 | TV | Himson Teleda      | 18 tháng 7, 1992 (19 tuổi)  |         | Western United   |
| 19 | TĐ | Benjamin Totori    | 20 tháng 2, 1986 (26 tuổi)  |         | Koloale          |
| 20 | TM | Felix Ray, Jr.     | 12 tháng 9, 1983 (28 tuổi)  |         | Malaita Kingz    |
| 21 | HV | Joshua Tuasulia    | 14 tháng 6, 1988 (23 tuổi)  |         | Marist Fire      |
| 22 | TV | Jack Wetney        | 4 tháng 3, 1990 (22 tuổi)   |         | Western United   |
| 23 | HV | Aleck Wickham      | 1 tháng 9, 1978 (33 tuổi)   |         | Western United   |

### Papua New Guinea
Huấn luyện viên:  Frank Farina
| Số | Vt | Cầu thủ          | Ngày sinh (tuổi)            | Số trận | Câu lạc bộ        |
| -- | -- | ---------------- | --------------------------- | ------- | ----------------- |
| 1  | TM | Leslie Kalai     | 6 tháng 12, 1984 (27 tuổi)  |         | Hekari United     |
| 2  | HV | Kila Iaravai     | 7 tháng 1, 1991 (21 tuổi)   |         | Morobe Kumuls     |
| 3  | HV | Valentine Nelson | 12 tháng 4, 1987 (25 tuổi)  |         | Tukoko University |
| 4  | HV | Daniel Joe       | 29 tháng 5, 1990 (22 tuổi)  |         | Hekari United     |
| 5  | HV | Kelly Jampu      | 22 tháng 10, 1986 (25 tuổi) |         | University Inter  |
| 6  | TV | Samuel Kini      | 10 tháng 10, 1987 (24 tuổi) |         | Hekari United     |
| 7  | TĐ | Raymond Gunemba  | 10 tháng 12, 1989 (22 tuổi) |         | Hekari United     |
| 8  | TV | Michael Foster   | 5 tháng 9, 1985 (26 tuổi)   |         | Eastern Stars     |
| 9  | TĐ | Kema Jack        | 10 tháng 1, 1982 (30 tuổi)  |         | Hekari United     |
| 10 | TĐ | Reginald Davani  | 5 tháng 2, 1980 (32 tuổi)   |         | Morobe Kumuls     |
| 11 | HV | Felix Bondaluke  | 10 tháng 12, 1986 (25 tuổi) |         | Eastern Stars     |
| 12 | TV | David Muta (c)   | 24 tháng 10, 1987 (24 tuổi) |         | Hekari United     |
| 13 | HV | Andrew Lepani    | 28 tháng 8, 1979 (32 tuổi)  |         | Hekari United     |
| 14 | TV | Niel Hans        | 24 tháng 4, 1988 (24 tuổi)  |         | Hekari United     |
| 15 | TĐ | Jamal Seeto      | 8 tháng 9, 1990 (21 tuổi)   |         | Besta PNG         |
| 16 | HV | Jeremy Yasasa    | 27 tháng 3, 1985 (27 tuổi)  |         | Eastern Stars     |
| 17 | TV | Mauri Wasi       | 6 tháng 12, 1982 (29 tuổi)  |         | Birkenhead United |
| 18 | TV | Eric Komeng      | 16 tháng 6, 1984 (27 tuổi)  |         | Hekari United     |
| 19 | HV | Koriak Upaiga    | 13 tháng 6, 1987 (24 tuổi)  |         | Hekari United     |
| 20 | TM | Godfrey Baniau   | 28 tháng 2, 1977 (35 tuổi)  |         | Hekari United     |
| 21 | TV | Ronald Conn      | 4 tháng 3, 1992 (20 tuổi)   |         | Tukoko University |
| 22 | TV | Wira Wama        | 24 tháng 10, 1989 (22 tuổi) |         | Hekari United     |
| 23 | TM | Paul Kawik       | 4 tháng 5, 1982 (30 tuổi)   |         | Eastern Stars     |

## Liên kết khác
1. ↑  “Full Squads list”. 2012 OFC Nations Cup. OFC. ngày 15 tháng 5 năm 2012. Truy cập ngày 16 tháng 5 năm 2012.
2. ↑  “Vanuatu place faith in youth”. 2012 OFC Nations Cup. OFC. ngày 17 tháng 4 năm 2012. Truy cập ngày 27 tháng 4 năm 2012.
3. ↑  “Une première liste de 26 dévoilée”. 2012 OFC Nations Cup. Fédération Calédonienne de Football. ngày 11 tháng 5 năm 2012. Bản gốc lưu trữ ngày 30 tháng 7 năm 2012. Truy cập ngày 11 tháng 5 năm 2012.
4. ↑  “ReBảngement des TOA AITO”. 2012 OFC Nations Cup. Fédération Tahitienne de Football. ngày 17 tháng 4 năm 2012. Truy cập ngày 1 tháng 5 năm 2012.
5. ↑  “Fiji name extended training squad”. 2012 OFC Nations Cup. OFC. ngày 16 tháng 4 năm 2012. Truy cập ngày 27 tháng 4 năm 2012.
6. ↑  “Mens Nations Cup - Teams List”. 2012 OFC Nations Cup. OFC. tháng 5 năm 2012. Truy cập ngày 28 tháng 5 năm 2012.
7. ↑  “Hosts name star-studded line-up”. 2012 OFC Nations Cup. OFC. ngày 18 tháng 4 năm 2012. Truy cập ngày 27 tháng 4 năm 2012.
8. ↑  “Farina names Papua New Guinea line-up”. 2012 OFC Nations Cup. OFC. ngày 24 tháng 4 năm 2012. Truy cập ngày 27 tháng 4 năm 2012.